# Castelfranco Veneto
Castelfranco Veneto (velenceiül Castèł vagy Castèło) település Olaszországban, Veneto régióban, Treviso megyében. Lakosainak száma 32 935 fő (2023. január 1.). Castelfranco Veneto Castello di Godego, Loreggia, Resana, Riese Pio X, San Martino di Lupari, Santa Giustina in Colle és Vedelago községekkel határos.

## Népesség
A település népességének változása:
| Lakosok száma | 33 369 | 33 435 | 32 935 |
|               | 2017   | 2018   | 2023   |

## Híres szülöttjei
- Alessandro Dal Canto labdarúgó
- Francesco Guidolin labdarúgó, edző